# Emmanuel Constant
Emmanuel Constant, nommé Toto, né le 27 octobre 1956, est un commandant militaire haïtien . 

## Biographie

### 1991–1994
Au milieu de l’année 1993, deux  ans après le coup d'Etat haïtien en 1991, Constant a fondé un groupe paramilitaire armé appelé FRAPH ( « Front Révolutionnaire Armé pour le Progrès d’Haïti» comme escadron de la mort qui terrorise les partisans du président exilé Jean-Bertrand Aristide . 
Une source de la CIA implique Constant dans l'assassinat du ministre de la Justice Guy Malary en 1993, bien que l'agence ait déclaré que la source n'était pas vérifiée. 
Constant est payé par l'argent de la CIA de 1992 à 1994, ainsi que plusieurs membres éminents de la junte militaire. Il fournit des informations à l'agence pour environ 500 $ par mois, selon des responsables américains et Constant lui-même.

### 1994-2005
En 2001, un tribunal haïtien statue en son absence et il est condamné à la réclusion à perpétuité pour son rôle dans le massacre de Raboteau . 

### 2006-2019
En 2008, il est reconnu coupable de fraude hypothécaire et condamné à 12-37 ans de prison. Le 27 juin 2019, Constant est emprisonné au Eastern Correctional Facility, une prison à sécurité maximale de New York . Il est admissible pour la première fois à une libération conditionnelle le 30 juin 2016, mais  refuse; La prochaine date de son audience de libération conditionnelle est février 2020. 